# لي تاي-ايم
لي تاي ايم (بالكورية: 이태임)‏ هي ممثلة كورية جنوبية. ولدت يوم 2 سبتمبر 1986 في ألسان في كوريا الجنوبية.

## روابط خارجية
- لي تاي-ايم على موقع IMDb (الإنجليزية)
- لي تاي-ايم على موقع قاعدة بيانات الفيلم (الإنجليزية)